# عبود بن عمرو الغتنيني
عبود بن عمرو الغتنيني شاعر عامي يمني ومتصوف فقيه.

## سيرة
عبود بن عمرو بن علي بن مزغوف الغتنيني من مواليد عام 1904 ببلدة سرار إحدى قرى مركز الريدة وقصيعر بشرق حضرموت، وقد تلقى تعليمه على كتّاب البلدة وعلى شيوخها واصل تعليمه. وقد أشاروا إليه بأنه ممن حمل لواء العلم في زمنه. فقد كان بيته مدرسة لحفظ القرآن، إضافة إلى كونه خطيباً وإماماً لمسجد جامع سرار. وهو شاعر المشقاص وقبيلة غتنين وكل عموم ثعين القضاعية. وقد فارق الحياة ليلة الاثنين 19 ربيع الأول 1406هجريه الموافق1 ديسمبر 1985م.
بدات موهبته الشعرية بالظهور وهو دون العشرين من عمره، ودخل ميدان الشعر إلى جانب شعراء عصره ومما نقله الرواة جلسة على الحفة في منطقة عسد الجبل مع الشاعر حيمد بن الغطف الغرابي وهو شاعر في مكانته وسنه حينها والشاعر عبود بن عمرو الغتنيني لم يبلغ العشرين. واستطاع مجاراة بن الغطف ونال إعجابه وشهادته وهي مساجلة جميلة وطويلة نقتطف منها:
يقول حيمد بن الغطف الغرابي:
جواب عبود بن عمرو:
|  | قالب {{عبود بن عمرو الغتنيني}} مستغنى عنه. استعمل {{أبيات}} بدلا منه. |

جبر حيمد لي تعنّى بانصفّي ما على قلبه يريده
|  | قالب {{عبود بن عمرو الغتنيني}} مستغنى عنه. استعمل {{أبيات}} بدلا منه. |

با نخلّي الحوض صافي كان شي شوكة وميزان
قال حيمد بن الغطف:
جواب عبود بن عمرو:

|  | قالب {{عبود بن عمرو الغتنيني}} مستغنى عنه. استعمل {{أبيات}} بدلا منه. |

ما تهوّبت الثقيلة ما تعبر الحيد الا النجيدة
|  | قالب {{عبود بن عمرو الغتنيني}} مستغنى عنه. استعمل {{أبيات}} بدلا منه. |

ساعدونا يا صحابي يوم نا دولة وسلطان

## سفره إلى السواحل الإفريقية
سافر الشاعر عبود بن عمرو الغتنيني إلى السواحل الإفريقية  في شبابه للعمل هناك لطلب الرزق في ذلك الوقت ولا ندري مدة مكثه فيها وكان يجيد اللغة السواحلية ومن طريف ما يروى أنه لما تفرغ للتدريس في منطقة سرار كان أحد الطلاب يجيد اللغة السواحلية إذ نشأ هناك عند والده فكان الطلاب إذا أرادوا الاستراحة طلبوا منه أن يكلم الشاعر فيطلب منه الاستراحة باللغة السواحلية فيأذن لهم.
وأثناء إقامته بالسواحل كان يحضر مجالس الشعر التي يقيمها أهل حضرموت في أرض الغربة يعبّرون بها عن شوقهم وانتمائهم فلم يكن بعدهم عن وطنهم ليقطع صلتهم به وبتراثه وفنونه فقد نقلت لنا جلسة على الحفة في السواحل جمعته بالشاعر عوض بن السبيتي.
قال عوض بن السبيتي:
قال عبود بن عمرو:

|  | قالب {{عبود بن عمرو الغتنيني}} مستغنى عنه. استعمل {{أبيات}} بدلا منه. |

معنا سواقي لي تردن سيول العوابر
|  | قالب {{عبود بن عمرو الغتنيني}} مستغنى عنه. استعمل {{أبيات}} بدلا منه. |

رحبت بالصادر وكلا ضوا عندنا مقبول
|  | قالب {{عبود بن عمرو الغتنيني}} مستغنى عنه. استعمل {{أبيات}} بدلا منه. |

توصلت يا زين الدرايش خيار المناور
|  | قالب {{عبود بن عمرو الغتنيني}} مستغنى عنه. استعمل {{أبيات}} بدلا منه. |

وصولك من منيبار والا من الهند واسطنبول.

## العودة إلى سرار
ولما استقر به المقام في سرار أخذ في تجديد مسجدها الجامع وأمّهم فيه وأقام فيه الجمعة وكانوا من قبل يصلّون الجمعة في جامع ريدة بن عبد الودود – تسمى اليوم بالريدة الشرقية- كما قام بالتدريس فجعل من بيته مدرسة لتعليم القراءة والكتابة وتحفيظ القرآن الكريم فأقبل إليه الطلاب من سرار والقرى المجاورة واستفاد منه الكثير وتخرّجت من مدرسته دفعات عدة حملت القلم ورفعت لواء العلم في وقت ساد فيه الجهل وتفشّـت الأمية . كما كان مأذوناً شرعياً يتولى عقود النكاح وعقود البيع والشراء.
وفي هذه الاثناء كان يعمل في مزرعة له جنوب سرار وعند حلول موسم الصرب يشترك مع بعض أصحابه في تجهيز الجريف فيعمل في البحر طيلة هذا الموسم وهو موسم مهم لأبناء مناطق المشقاص - شرق حضرموت- .
أما في موسم الخريف فينتقل إلى عسد الجبل حال معظم بيت غتنين فيقيمون فيها قرابة الشهرين ليتصلوا بأموالهم هناك ويشرفوا عليها إذ كانوا يملكون أجزاء واسعة في ذلك الوادي الفسيح ولهم فيه حصن مشهور وناحية يسكنونها تسمى زحر بيت غتنين .وهناك توطدت علاقته بكثير من وجهاء وشعراء تلك المناطق ومن يفد إليها من سكان الساحل المشقاصي حيث كانت عسد الجبل حينها ملتقى لأبناء المشقاص من مختلف المناطق يجمعهم موسم الخريف ويحصل بينهم التعارف والتآلف ويلتقي الشعراء والسمّار في جلسات الشعر والسمر في تلك الليالي الجميلة وخاصة في مناسبات الزفاف والأعياد ويتبارى الشعراء في إبراز بديعهم وما تجود به قرائحهم من كلمات.

## شعره
سار شعره على الألسنة وذاع صيته وانتشرت أشعاره وصار يقصده الناس للإجابة عما ورد إليهم من قصائد فقد جاءه مثلا عبد الله البساري بقصيدة للشاعر علي بن حسن باعباد فرد عليها وأرسل الشاعر عيظه بن الطير الجمحي قصيدة إلى المقدم حمد بن سعيد بن قتيب فورد بها على الشاعر عبود بن عمرو ليجيب عنها وغيرها كما في ديوانه .
وكان ذات مرة في جلسة على الحفة مع جماعة من الشعراء منهم بن علي عامر اليافعي فجاء إليه رجل بينه وبين زوجته شقاق وطلب منه قصيدة في ذلك فقال له تريد قصيدة لتراضيها أم غضب وقناعة فقال غضب وقناعة فقال:
وكان الشاعر عبود بن عمرو معتداً بقومه يفخر بهم ويشيد بتاريخهم وأمجادهم، وهو القائل للشيخ سالم بن برهان باحميد ابن شيخه هذا العتاب الرقيق:
وهو القائل في موضع آخر:
| وسرار فيها شاربين المسكرة |  | قل للهلالي ما ربح من غارها |

ولما حصل نزاع على آبار في الحافة بين الكثيري والغتنيني  قال الشاعر كعموم العليي وهم حلفاء الكثيري:
فرد عليه عبود بن عمرو بقوله:
وخرج بيت غتنين ذات مره في طردة ومعهم شاعرهم عبود بن عمرو حتى وصلوا إلى أطراف المهرة فاسترجعوا إبلهم  وصفّوا في تلك المنطقة فقال:
فساروا يتزملون بها  حتى وصلوا منطقة العيق فاستوقفهم وقال:
وعندما يتعرض بيت غتـنين وشاعرهم لاستفزاز من شاعر ما يكون الرد قوياً ويعتمد الشاعر في مثل هذه الحالات على الكنايات والاستعارات، فقد قيل له مرة والمقصود قبيلته:
فيذكر الشاعر أنه كان لهم شأن فيما مضى ولم يعد كما كان  فرد عليه:

|  | قالب {{عبود بن عمرو الغتنيني}} مستغنى عنه. استعمل {{أبيات}} بدلا منه. |

لا الصناعة من تقين   بايتفـــاقد الخــلل    قبل لا العـوار يبيــن
|  | قالب {{عبود بن عمرو الغتنيني}} مستغنى عنه. استعمل {{أبيات}} بدلا منه. |

القسـي ما عاد يليــن  يقطع من غير مسن(1)  في العلوب الراسيين 
أي أنه  كما كان  قويا لم يدخله لين وعلى عادته في القطع حاداً ماضياً.
ومع أن شعره كالنسيم العليل رقة وكالشهد  حلاوة إلّا إنه إذا نيل من قومه فإنه ينقلب إلى بحر هائج متلاطم الأمواج لا يقوم له شيء فعندما كان في مساجلة مع أحد الشعراء يعمها الصفو والهدوء إذ بدرت من ذلك الشاعر كلمة أحفظتهم فكان الجواب:

|  | قالب {{عبود بن عمرو الغتنيني}} مستغنى عنه. استعمل {{أبيات}} بدلا منه. |

موجه وخضير(2) قلب .. وذلحين صدق الشان .. كل شاره فيها خب
|  | قالب {{عبود بن عمرو الغتنيني}} مستغنى عنه. استعمل {{أبيات}} بدلا منه. |

عاده لي فصل زيب .. وانته عارف السفــر ..  وتربـّـن الخشــــب
وعبّر بالبحر في مناسبة أخرى لكنه هذه المرة طغت أمواجه وصار أكثر قوة وهيجاناً بإحساسه برياح مصاحبة للسحب الممطرة ويكون البحر أشد اضطراباً في هذه الحالة ليستقبل سيلاً قادماً إليه فقد قال أحد الشعراء واصفاً نفسه بالسيل محذراً من أمامه:
فقابله الشاعر بقوله:

|  | قالب {{عبود بن عمرو الغتنيني}} مستغنى عنه. استعمل {{أبيات}} بدلا منه. |

بحـر الحيـــوس رقل .. يـــوم عايــن المخــال.. وطهوب النو قبل
|  | قالب {{عبود بن عمرو الغتنيني}} مستغنى عنه. استعمل {{أبيات}} بدلا منه. |

لا تحسبني بيت جفل .. صافي ومسقاي بميس .. وحديدي مي فتل 
وقد وصفه شاعر آخر بالبحر فأصاب وهو يقصد قومه فقال:
فكان الجواب أن أشاد بقومه وتاريخهم المشرف مذكراً أن الغني يبلغ ما يريد:
ثم أردف قائلاً
وعند زيارة السلطان القعيطي للريدة الشرقية وفد عليه صف بيت غتنين في من وفد من قبائل المشقاص يتزملون بقول شاعرهم عبود بن عمرو:
فجعل قبيلته في مصاف الدولة ومقابلة لها مشيراً إلى المعاهدة بين قبيلة الغتنيني والسلطنة القعيطية والتي أنهت صراعاً بينهما دام سنوات وهي أول معاهدة للدولة القعيطية في المشقاص كما يقول المؤرخ عبدالرحمن الملّاحي.
توسع الشاعر في ادخال المعاني الايمانية والزوامل ومقدمات قصائده مع التزامه ذلك في أغلبها بما يجعله متفرداً في هذا الجانب، يقول في إحدى قصائده:
ويقول في قصيدة أخرى:
وفي عام 1972م  سافر الشاعر عبود بن عمرو إلى مكة لحج بيت الله الحرام بصحبة ابنه الشاعر عمرو عبود الغتنيني وحج معهم في هذه السنة الشاعر كرامة بن عمرو بن حماده الثعيني فترافقوا معاً.
وقد عزم الشاعر عبود بن عمرو على إلا يقول الشعر بعد عودته من الحج. وفي ذلك يقول الشاعر أحمد بن سعد بن الخليسي الغتنيني مخاطباً '''عبود بن عمرو''':
فأجاب عبود بن عمرو:
ولم يقل الشعر بعد هذا إلّا مرات معدودة ولأسباب خاصة فمن ذلك عند أن قدم عليهم صف الثعين مع شاعرهم كرامة بن حمادة الثعيني بقصيدة على حرف (الصاد) فأجابه بعضهم بقصيدة ليست على نفس الحرف لصعوبة هذه القافية ولأن أكثر الشعراء كانوا أميين فرد ابن حمادة بقصيدة يطلب منهم استدعاء الصانع الماهر في صناعة الشعر ووكيله والقائم على خزائنه فقال:
فأرسلوا إلى الشاعر عبود بن عمرو فجاء متكئاً على عصاه حتى وقف أمام الصف وأنشأ يقول:
فقال ابن حماده مثنياً على الشاعر عبود بن عمرو ومكانته في الشعر:

## ٌقيل عنه
لقد كان للشاعر مكانة مرموقة في ربوع المشقاص
- يقول الشاعر الشيخ كرامة بن عمرو بن حمادة الثعيني معلقاً على ما عرض عليه من أشعار الشاعر عبود بن عمرو التي تم جمعها:[4]

«إن الوالد عبود بن عمرو هذا الموجود غير كافي من بحره الزاخر في وقته ومع طول عمره الزاهر بالعطاء وما يذكر الناس عنه بأنه شاعر المشقاص جميعاً وشاعر غتنين وعموم ثعين ومن يسكن بجوارهم وإني حزين على ما فرط من إنتاج نبعه الصافي  ومهارته في صناعة الشعر وإنني غير مقتنع بهذه النتف ولا أعتبرها إلا رشة من محيط زاخر»
- قال عنه الكاتب والأديب المشقاصي  سالم العبد الحمومي: «كان شاعراً مطبوعاً حكيماً ورعاً شهماً كريماً،  لا يجود الزمان بأمثاله إلا في ما ندر».[5]

وافاه الأجل في ليلة الاثنين تاريخ 19 ربيع الأول عام 1406هجرية الموافق الأول من ديسمبر 1985 م .

## الهوامش
- 1: لا يفتر ولا يحتاج إلى صقل (سن)
- 2: وخضير اسم يطلق على البحر.